# شهرستان فاکیه
شهرستان فاکییه(به انگلیسی: Fauquier County) یک منطقهٔ مسکونی در ایالات متحده آمریکا است که در ویرجینیا واقع شده‌است. شهرستان فاکیه ۱٬۶۸۶٫۰۹ کیلومتر مربع مساحت و ۶۵٬۲۰۳ نفر جمعیت دارد.